# Episodi di 9-1-1 (settima stagione)
La settima stagione della serie televisiva 9-1-1, composta da dieci episodi, è stata trasmessa in prima visione assoluta negli Stati Uniti d'America dal canale ABC, dal 14 marzo 2024 al 30 maggio 2024.
In Italia la stagione è stata pubblicata su Disney+ dal 29 maggio 2024.
| N° | Titolo originale              | Titolo italiano                      | Prima TV USA   | Prima TV Italia |
| -- | ----------------------------- | ------------------------------------ | -------------- | --------------- |
| 1  | Abandon Ships                 | Abbandonare la nave                  | 14 marzo 2024  | 29 maggio 2024  |
| 2  | Rock The Boat                 | Agitare le acque                     | 21 marzo 2024  | 5 giugno 2024   |
| 3  | Capsized                      | Capovolgimento                       | 28 marzo 2024  | 12 giugno 2024  |
| 4  | Buck, Bothered and Bewildered | Buck, preoccupato e sconcertato      | 4 aprile 2024  | 19 giugno 2024  |
| 5  | You Don't Know Me             | Tu non mi conosci                    | 11 aprile 2024 | 26 giugno 2024  |
| 6  | There Goes the Groom          | Ecco lo sposo                        | 2 maggio 2024  | 17 luglio 2024  |
| 7  | Ghost of a Second Chance      | Il fantasma di una seconda occasione | 9 maggio 2024  | 24 luglio 2024  |
| 8  | Step Nine                     | Il nono passo                        | 16 maggio 2024 | 31 luglio 2024  |
| 9  | Ashes, Ashes                  | Ceneri, ceneri                       | 23 maggio 2024 | 7 agosto 2024   |
| 10 | All Fall Down                 | Tutti giù per terra                  | 30 maggio 2024 | 14 agosto 2024  |

## Abbandonare la nave
- Titolo originale: Abandon Ships
- Diretto da: John J. Gray
- Scritto da: Tim Minear

### Trama
Bobby e Athena si imbarcano su una nave crociera per la loro luna di miele, Bobby tuttavia nota il disagio di sua moglie, Athena infatti ha paura di stare troppo tempo sola con lui, temendo di scoprire che, in un'atmosfera più serafica, lontani dalla loro quotidianità, lei e Bobby possano scoprire di non avere niente da condividere.
Maddie riceve una chiamata di soccorso da Joe, pilota dell'aviazione militare che ha telefonato da San Fernando Valley, si è paracadutato dal suo aereo, un F-16 in volo, che si è schiantato su una casa, abitata da due coniugi, Abe e Edna. In loro aiuto intervengono Chimney, Hen, Buck e Eddie, il problema è che sull'aereo era montata una bomba che ora sta schiacciando Abe il quale è seduto sulla propria poltrona. Eddie tenta di disinnescarla dato che apparentemente non c'è modo di spostare Abe, ma a Chimney viene un'idea migliore, ovvero abbassare la leva della poltrona inclinandola verso il basso, adesso Abe non è più incastrato e quindi possono portarlo via.
Chimney è decisamente turbato nel constatare quanto Edna e Abe siano totalmente indifferenti l'una verso l'altro dopo tanti anni di matrimonio, lui e Maddie stanno per sposarsi e non vuole che facciano la stessa fine. Per evitare che lui e la sua futura sposa perdano la passione, decide di proporle più uscite insieme e più attività di coppia, Maddie accetta anche se trova tutto un po' fastidioso. Chimney poi cambia idea capendo che, tentare di impressionare Maddie a causa della propria paranoia, finirebbe col commettere un errore, e quindi si limita a fare una sorpresa alla propria fidanzata montando una piscina idromassaggio all'esterno della loro casa.
Athena nota che una passeggera è assente, si tratta di Lola che è venuta in compagnia del marito Norman, tra l'altro si sta per abbattere una tempesta e quindi la nave inverte la rotta per Los Angeles. Julian, direttore di crociera, rassicura Athena spiegandole che Lola è a bordo in compagnia del marito, ma Athena vede Norman insieme a un'altra donna, non si tratta di Lola. Athena sospetta che Norman abbia ucciso Lola per stare con l'amante e dunque viene portato nella cabina di pilotaggio in modo da porgli delle domande.
Norman spiega a tutti che Lola è in pericolo, quando la nave ha fatto tappa a Mazatlán lui e Lola sono stati avvicinati da una banda criminale, volevano il dongle dove sono depositate le criptovalute di cui vogliono impossessarsi. Il capitano della nave ammette che già da tempo si sospettava che una coppia di contrabbandieri usassero le navi da crociera per i propri loschi traffici, Norman giura di essere innocente, quei criminali hanno confuso lui e la moglie per i contrabbandieri, hanno preso Lola come ostaggio e vogliono il dongle, la donna che era in compagnia di Norman è un membro della banda criminale. Purtroppo i sequestratori salgono a bordo della nave prendendo tutti come ostaggi.

## Agitare le acque
- Titolo originale: Rock the Boat
- Diretto da: Bradley Buecker
- Scritta da: Ryan Murphy, Brad Falchuk, Tim Minear

### Trama
I criminali che prendono in ostaggio l'equipaggio sono in tutto sette, con loro c'è pure Lola, imbavagliata, il capo della banda, ancora convinto che i contrabbandieri siano Lola e Norman, minaccia quest'ultimo con una pistola, vuole il dongle, ma Norman giura di essere estraneo a tutto ciò. Gli sparano, tuttavia Athena, avendo notato che Lola guardava Julian, capisce che lui è il suo amante, Lola è veramente una contrabbandiera, ma il suo complice non è il marito Norman, bensì Julian, il quale ora è costretto a dare ai sequestratori il dongle, e dopo averlo ottenuto lasciano la nave.
I soccorritori della 118 intervengono in aiuto di un incidente stradale, due auto hanno urtato l'una contro l'altra, nella prima auto c'era una donna con la figlia, mentre nella seconda un uomo dall'aria visibilmente ubriaca, il quale rifiuta di farsi aiutare. L'incidente non ha fatto vittime, almeno finché il guidatore, che aveva rifiutato di farsi visitare, muore poco dopo. Egli era il figlio del consigliere comunale Olivia Ortiz, la quale pretende che ci sia un'indagine, infatti il comandante dei vigili del fuoco Chief Simpson informa Hen che verrà sospesa con l'accusa di mancato soccorso, finché non verrà fatta un'indagine più accurata.
Intanto, in pieno mare, si scatena la tempesta, la nave imbarca sempre più acqua, mentre Bobby presta aiuto a Norman che è gravemente ferito. Ci sono già delle vittime, la nave è in balia delle onde. Bobby chiede perdono ad Athena, è stata sua l'idea della crociera, ritenendo di averla condannata a morte come fece con la propria famiglia anni prima, Athena però giura di amarlo e che non rimpiange nulla, adesso ha capito di aver sbagliato a credere che non ci fosse niente a legare lei il marito.
Karen avvisa Hen della tempesta che si è scatenata proprio sulla rotta della nave dove Bobby e Athena stanno viaggiando, Hen quindi va al call center chiedendo a Maddie di avvertire la guardia costiera, anche perché la nave dove i loro amici sono imbarcati non dà più segnalazioni, intuendo che siano in pericolo. Simpson comunque dà a Hen una buona notizia, le accuse contro di lei sono cadute, dall'esame tossicologico sul figlio di Ortiz è stato accertato che era sotto effetto di alcool e metanfetamina, Hen non ha colpe per la sua morte.
La nave crociera si ribalta totalmente, e dunque Bobby e la moglie, insieme ai superstiti, devono trovare il modo di sopravvivere, mentre Simpson ignora la richiesta di Hen di intervenire dato che non c'è prova che i passeggeri della nave siano in pericolo, e dato che si trovano su acque internazionali, non sono nella loro giurisdizione.

## Capovolgimento
- Titolo originale: Capsized
- Diretto da: Bradley Buecker
- Scritto da: Ryan Murphy, Brad Falchuk e Tim Minear

### Trama
Bobby e Athena, insieme ai pochi sopravvissuti, devono salire verso l'alto, è necessario raggiungere la chiglia dal momento che essa è in superficie dopo il capovolgimento della nave. Durante il tragitto devono portare con loro anche Norman che è ancora debole a causa delle ferita. Maddie intanto telefona a Chimney rivelandogli i timori di Hen, la quale sospetta che Bobby e Athena siano in pericolo per via della tempesta.
Hen decide di sua iniziativa di andare a salvarli personalmente, quindi si rivolge al soccorso aereo tentando di convincere gli ufficiali a metterle a disposizione un elicottero per un sopraluogo, evitando di rivelare che si tratta di un'operazione non ufficiale. Fortunatamente incontra una sua vecchia conoscenza, Tommy Kinard, che infatti da quando ha smesso di lavorare alla 118 si è fatto assumere al soccorso aereo, lui stesso si offre di guidare l'elicottero e accompagnare Hen, confessandole che è a conoscenza del fatto che questa operazione è una sua iniziativa, infatti è già stato informato da Chimney, Eddie e Buck, che sono già a bordo dell'elicottero, pronti ad aiutarli.
Intanto, mentre raggiungono la chiglia, Bobby salva una donna e il figlio che erano ancora intrappolato nella nave, non tutti sopravvivono, infatti Julian muore e anche Wes, la guardia di sicurezza. Tommy, Chimney, Eddie, Hen e Buck a bordo dell'elicottero si addentrano nella tempesta ma a causa della poca visibilità non riescono a vedere la nave, ma Athena attira la loro attenzione sparando un razzo segnalatore.
Bobby e Athena vengono portati in salvo, insieme agli altri superstiti, le squadre di soccorso messicane e la guardia costiera statunitense hanno prestato aiuto a coloro che erano fuggiti con le scialuppe. Lola viene arrestata per i suoi crimini, Norman non trova la forza di perdonarla. L'episodio si conclude con Bobby e Athena, da soli nella loro casa, che dopo il brutto momento si concedono un po' di serenità, facendo poi l'amore.

## Buck, preoccupato e sconcertato
- Titolo originale: Buck, Bothered and Bewildered
- Diretto da: Chad Lowe
- Scritto da: Ryan Murphy, Brad Falchuk, Tim Minear

### Trama
Tommy fa da guida a Buck nella sede del soccorso aereo. Buck è felice di passare del tempo con Tommy, ma quando scopre che Tommy e Eddie sono buoni amici e che addirittura Tommy porterà Eddie in volo a Las Vegas, si ingelosisce.
Mentre Bobby e Athena sono a letto insieme, sentono profumo di cibo dalla cucina: si tratta di Harry che è tornato a Los Angeles, ha preparato la colazione per entrambi, sia Athena che Bobby sono felici di vederlo. Bobby però telefona a Michael e quest'ultimo gli confessa che Harry ha un'accusa a suo carico per aggressione, quindi Bobby informa Athena spiegandole che Harry è venuto a Los Angeles solo per evitare l'arresto.
Mentre Buck e Chimney fanno una partita di basket contro Tommy e Eddie, la faccenda prende una brutta piega quando Buck commette fallo contro Eddie procurandogli un infortunio. Intanto Athena si arrabbia con Harry per le sue azioni, reo di aver picchiato il commesso di un mini-market dopo che quest'ultimo aveva provocato Harry, ma il ragazzo non si reputa colpevole di niente.
Athena mostra a Harry il filmato della videocamera del mini-market dove si vede Harry reagire alle provocazioni dell'uomo colpendolo con un violento pugno; effettivamente Harry, vedendo il video, ammette di non riconoscersi in quella condotta così aggressiva. Athena gli fa capire che il suo comportamento si riflette indirettamente sulla famiglia e su tutta la comunità afroamericana, e che quando si commette un errore bisogna fare ammenda. Harry decide quindi di assumersi le proprie responsabilità, acconsentendo a tornare momentaneamente a vivere con sua madre e a svolgere 100 ore di servizi sociali.
Tommy inaspettatamente si presenta a casa di Buck scusandosi con lui, assicurandogli che non era sua intenzione intralciare l'amicizia con Eddie. Tuttavia Buck non è mai stato arrabbiato con Tommy, cercava solo di attirare la sua attenzione, ma ha capito di aver esagerato. Sorprendentemente, per porre fine a ogni equivoco, Tommy bacia all'improvviso Buck, che sembra ricambiare piacevolmente.
- Nota: questo è il 100º episodio della serie.

## Tu non mi conosci
- Titolo originale: You Don't Know Me
- Diretto da: Brenna Malloy
- Scritto da: Ryan Murphy, Brad Falchuk e Tim Minear

### Trama
Il giorno delle nozze di Chimney e Maddie è sempre più vicino, intanto Hen e Karen si apprestano ad adottare una neonata, ma la nonna della piccola decide di assumersi lei stessa la potestà, tuttavia l'assistente sociale propone alle due donne un'altra adozione: una bambina di nove anni di nome Mara, i suoi genitori sono morti, e dunque Hen e Karen decidono con gioia di accoglierla nella loro casa.
La relazione tra Marisol e Eddie sembra procedere bene, tanto che i due decidono di andare a vivere insieme. Quando vanno a cena in un ristorante incontrano per caso Buck e Tommy, in quella che è un'uscita romantica, ma Buck non ha il coraggio di essere onesto con Eddie e quindi gli mente affermando che lui e Tommy escono insieme solo come amici. Mara si rivela una bambina problematica, nel cuore della notte entra nella camera da letto di Hen e Karen mettendosi poi a urlare, inoltre ferisce Danny alla fronte con una tazza.
Eddie, dopo aver fatto sesso con Marisol, vede tra gli scatoloni con dentro la sua roba, una foto di lei con una tunica da suora. Marisol gli confessa che in passato aveva fatto il noviziato, ma scelse in seguito di non prendere i voti. Ora che Eddie ha scoperto che la sua ragazza in passato stava per diventare suora, ciò gli crea dei disagi. Buck intanto confessa a Maddie che gli piace Tommy, ammette infatti che è un uomo affascinante e sicuro di sé, ha paura però della reazione di Eddie se lui lo sapesse.
Athena ha fatto delle ricerche su Mara, spiegando a Karen e Hen che i suoi genitori erano degli spacciatori, inoltre erano pure dei tossici, morirono per un'overdose. Karen e Hen vanno al call center e Maddie fa ascoltare la chiamata di soccorso che Mara aveva fatto quando i suoi genitori morirono, in effetti era stara proprio lei a trovarli morti.
Bobby fa notare a Eddie che lui non ha problemi a prendere sul serio i propri doveri, ad esempio nel lavoro così come nel suo ruolo di padre, inoltre si era sforzato di tenere in piedi il proprio matrimonio benché avesse sposato Shannon solo dopo averla messa incinta, tuttavia da quando lei è morta Eddie fatica a impegnarsi con le donne, anche se Ana gli piaceva non appena la loro relazione stava diventando seria si è fatto cogliere dagli attacchi di panico, e ora che lui e Marisol stanno per vivere insieme si sta lasciando condizionare dal fatto che lei era una novizia, mettendo in evidenza come Eddie accampi scuse per sabotare le proprie storie amorose.
Karen parla con Mara facendole capire che ha tutto il diritto di sentirsi un po' spaventata dato che ora vive in una casa con persone che ancora non conosce, ma le dà la certezza che insieme a loro è al sicuro; Mara per la prima volta le rivolge la parola, infatti prima di andare a dormire le dice "buona notte". Buck confessa a Eddie che Tommy gli piace, effettivamente ciò non crea problemi in Eddie, tra l'altro quest'ultimo ha capito che deve avere il coraggio di confrontarsi con Marisol.
Il motivo per cui Marisol non ha voluto dirgli fin da subito che in passato era una novizia è perché, tutti i ragazzi che ha frequentato, dopo averlo saputo, reagivano in maniera strana. Eddie non vuole rinunciare a lei, ma ha capito che non è pronto per la convivenza, preferendo portare avanti la loro relazione con più calma. Buck confessa a Tommy che è ancora confuso riguardo ai sentimenti che prova per lui, non ha ancora capito cosa realmente vuole, ma desidera stare al suo fianco, chiedendogli di accompagnarlo al matrimonio della sorella.
Il giorno del matrimonio di Chimney e Maddie è finalmente arrivato, quest'ultima vestita con l'abito nuziale attende il suo sposo, ma ad un tratto si presentano Eddie e Buck che le spiegano che purtroppo Chimney è scomparso.

## Ecco lo sposo
- Titolo originale: There Goes the Groom
- Diretto da: John J. Gray
- Scritto da: Ryan Murphy, Brad Falchuk e Tim Minear

### Trama
Non ci sono tracce di Chimney, in effetti avrebbe dovuto festeggiare il proprio addio al celibato nel privé di un night club con Eddie, Buck, Karen, Hen, Tommy e Ravi ma per tutta la notte non si è presentato, inoltre non ha nemmeno ritirato il proprio abito per il matrimonio. Chimney, alla guida della propria auto, è in un evidente stato confusionale, ricorda soltanto il proprio nome, un ladro gli ruba l'auto, e dunque prende l'autobus.
Maddie, rintraccia il segnale del cellulare di Chimney, la polizia lo trova in mezzo a una strada, in effetti gli era caduto prima che prendesse l'autobus. Intanto Chimney immagina di vedere Doug, non lo riconosce ma avverte in lui una presenza malvagia. Maddie e Hen vanno al call center e analizzano la videocamera stradale vicina al luogo del ritrovamento del cellulare e vedono Chimney salire sull'autobus, successivamente guardano il filmato della videocamera interna dell'autobus è possibile vedere Chimney parlare da solo (mentre immaginava di dialogare con Doug) Maddie si sente in colpa, era così felice di diventare sua moglie che ora teme di averlo messo sotto pressione con i preparativi del matrimonio e che dunque Chimney sia impazzito per colpa dello stress. Hen le giura che lei non è responsabile di quello che sta succedendo, Chimney non vedeva l'ora di sposarla, tuttavia non sa spiegarsi le ragioni del suo comportamento.
Con dei flashback si vede Chimney aiutare un uomo di nome Thom, incastrato nel condotto di aerazioni di un edificio, mentre spiava la sua fidanzata che lo stava tradendo con un altro uomo. In realtà non era la sua fidanzata, ma l'ex moglie dalla quale aveva già divorziato. Chimney andò dai genitori di Kevin per commemorarlo, e mentre cenava con loro iniziò a sentirsi un po' debole.
Chimney, credendo di lavorare ancora al karaoke bar, va lì solo per scoprire che ormai è chiuso da anni. Hen scopre che Thom è morto, aveva contratto l'encefalite virale, deve aver contagiato Chimney e infatti hanno gli stessi sintomi, se Chimney non verrà ricoverato in ospedale morirà. La figura di Doug continua a perseguitare Chimney, che inizia a ricordare vagamente Maddie, con Doug che lo accusa di avergliela portata via. Nella mente di Chimney appare Kevin che lo incoraggia a non arrendersi, e infatti trova la forza di andare a casa dei genitori di Kevin, che lo trovano in uno stato di delirio, lui credeva che Kevin fosse ancora vivo.
Chimney viene portato in ospedale, dove viene curato, tutti i suoi ricordi riaffiorano, Maddie decide di celebrare in ospedale il matrimonio in presenza di parenti e amici, finalmente Chimney e Maddie diventano marito e moglie.

## Il fantasma di una seconda occasione
- Titolo originale: Ghost of a Second Chance
- Diretto da: James Wong
- Scritto da: Ryan Murphy, Brad Falchuk e Tim Minear

### Trama
Maddie riceve una chiamata da una donna di nome Catherine che vuole prenotare in un albergo, all'inizio crede in un malinteso ma poi capisce che è sotto sequestro e che sta parlando in codice per non far insospettire il suo rapitore, sono in auto e Maddie sente il pianto di un neonato, l'auto finisce fuori strada, interviene la 118 e fortunatamente Bobby, Chimney, Hen, Buck e Eddie salvano Catherine ma la sua bambina è scomparsa, insieme al rapitore.
Danny fa una confessione a Hen e Karen: dal momento che Mara è entrata più in confidenza con lui gli ha rivelato di avere un fratellino e sente la sua mancanza. Chiedono dunque delle spiegazioni a Diedra, l'assistente sociale, e lei ammette che Mara ha un fratello di due anni, avevano solo la stessa madre ma due padri diversi, infatti il padre del piccolo ha saputo della sua esistenza solo quando i genitori di Mara sono morti, si è assunto la responsabilità di accudire il bambino ma non ha voluto adottare Mara non essendo lei sua figlia.
La relazione tra Eddie e Marisol procede di bene in meglio, ma poi lui vede una commessa di un negozio di abbigliamento identica a Shannon, ciò non fa che riaffiorare l'amore mai dimenticato per la defunta moglie. Maddie va in ospedale a trovare Catherine, fa amicizia con Amir, un infermiere molto gentile al quale confessa di aver vissuto un'esperienza molto simile a quella di Catherine, quando Doug la sequestrò; Amir, benché Maddie non sia una parente di Catherine, le dà il permesso di tenerle compagnia.
Hen e Karen, per merito di Diedra, rintracciano Vincent, il padre del fratellino di Mara, egli è sposato con la moglie Juanita e insieme crescono il figlio, tuttavia Vincent non intende far incontrare il figlio con Mara ritenendo che lui è ancora piccolo, probabilmente non conserva nessun ricordo della sorella.
Maddie e Chimney, mentre sono a casa, ascoltano la registrazione della chiamata che Catherine ha fatto al call center, e da uno scambio di parole tra lei e il sequestratore intuiscono che lui la spiava già da tempo in casa. Maddie informa la polizia e quindi Athena scopre che Kyle Dixon, operaio edile che stava lavorano nel quartiere dove vive Catherine, la spiava da una casa disabitata vicina alla sua. Maddie telefona alla sorella di Kyle e lei le rivela che il fratello, dopo l'abbandono della moglie e della figlia, ha perso la ragione.
Kyle, che ha ancora con sé la piccola, rapisce una donna in un parco giochi, vuole sostituire la moglie e la figlia che lo hanno abbandonato, tuttavia mentre è in auto con i suoi ostaggi, si schianta contro un'auto della polizia, arriva la 118 per prestare aiuto, ma Chimney capisce che Kyle è il sequestratore avendo riconosciuto la sua voce quando lui e Maddie avevano ascoltato la registrazione della chiamata fatta da Catherine. Interviene Athena, a quel punto Chimney mette in salvo la bambina mentre Buck e Athena catturano Kyle.
Eddie decide di frequentare Kim, la sosia di sua moglie. Juanita, all'insaputa del marito, porta il bambino a trovare Mara, infatti ha riconosciuto la sorella, e lei con gioia riabbraccia il fratellino. Bobby va in ospedale restituendo a Catherine la sua bambina, tuttavia quando Amir vede Bobby reagisce in maniera strana, dal modo in cui lo guarda pare che lo conosca.

## Il nono passo
- Titolo originale: Step Nine
- Diretto da: John J. Gray
- Scritto da:Ryan Murphy, Brad Falchuk e Tim Minear

### Trama
Mentre Bobby va a una riunione degli alcolisti anonimi fa la sua comparsa Amir, il quale è lì con l'evidente intento di attirare l'attenzione di Bobby rivelando a tutti che è sopravvissuto all'incendio che uccise la moglie Ayana quando viveva a Saint Paul (quello causato da Bobby dove morì la sua famiglia) anche se Amir è sopravvissuto alle fiamme la parte sinistra del suo volto è rimasta sfigurata.
Bobby tenta di conoscere Amir scoprendo che egli non lavora propriamente in ospedale, infatti è un infermiere a chiamata, successivamente Bobby va a Jacumba dopo aver saputo che Amir presta servizio lì al Safe Path per dare aiuto agli immigrati. Bobby parla con i volontari del Safe Path e scopre che Amir è sparito, quindi si mette a cercarlo, lo trova poi in un edificio ferito per via di uno sparo. Amir gli spiega che un trafficante di droga gli ha sparato, tra i due c'è stata una colluttazione, tra l'altro egli è morto in un incidente stradale dopo aver lottato con Amir.
Con dei flashback è possibile conoscere l'infelice infanzia di Bobby: suo padre Timothy era capitano nel corpo dei vigili del fuoco, venne premiato per tutti i successi che aveva collezionato nella propria carriera, Bobby lo ammirava tantissimo. Purtroppo Timothy era un uomo arrogante con un temperamento violento, inoltre beveva in continuazione, sia la moglie che il figlio più grande Charlie non lo sopportavano più, quindi decisero di andarsene, Charlie tentò di convincere Bobby a venire via con loro, ma lui si rifiutava di abbandonare Timothy, credeva di poterlo aiutare. Purtroppo per Bobby la convivenza col padre stava diventando impossibile, Timothy non aveva più controllo sul proprio alcolismo, persino i colleghi di lavoro ormai avevano smesso di stimarlo. Una sera Timothy, mentre era solo in casa con Bobby, inciampò sbattendo la testa sullo spigolo del tavolo, il mattino seguente Bobby lo trovò morto, non lo aveva soccorso perché (litigando con Timothy la notte precedente) si era chiuso nella sua camera da letto ignorandolo ascoltando la musica con le cuffie.
Bobby e Amir fuggono via dato che i membri del cartello della droga stanno dando la caccia a entrambi, incrociano un uomo di nome Herman che con la sua auto dà un passaggio a entrambi, ma poi vedono una foto di lui insieme al trafficante di droga che è morto dopo lo scontro con Amir, infatti era suo nipote, Herman lavora con il cartello, voleva solo portare Bobby e Amir in trappola. Herman impugna una pistola mentre è al volante dell'auto, Bobby tenta di disarmarlo, e nella colluttazione l'auto finisce fuori strada, Herman sparisce mentre Bobby porta via Amir, i due vengono poi soccorsi dai volontari del Safe Path.
Amir viene ricoverato in ospedale, è fuori pericolo, Herman invece viene arrestato dalla polizia. Bobby parla con Amir il quale non mostra molta riconoscenza nei confronti di Bobby, quest'ultimo comunque non cerca il suo perdono sapendo di non meritarlo. Amir gli confessa che da quando Ayana è morta ha dedicato la propria vita ad aiutare gli altri, perché in qualche modo ha bisogno di illudersi di poter aver un'altra possibilità per salvare Ayana, intuendo che Bobby porta dentro di sé lo stesso dolore domandandogli «Chi è che stai cercando di salvare tu?» infatti implicitamente Bobby tenta di salvare gli altri solo per alleviare il dolore della morte di suo padre. Con un ultimo flashback si vede Bobby che guardava i vigili del fuoco mentre portavano via il cadavere di Timothy, e mentre era tutto solo in casa in attesa che sua madre venisse a prenderlo si era messo a bere, iniziò così il suo alcolismo.

## Ceneri, ceneri
- Titolo originale: Ashes, Ashes
- Diretto da: Christine Khalafian
- Scritto da: Ryan Murphy, Brad Falchuk e Tim Minear

### Trama
Bobby, Athena, Maddie, Karen, Mara, Danny, Marisol e Christopher vanno alla caserma 118 per assistere alla premiazione di Chimney, Eddie, Tommy, Hen e Buck per l'aiuto dato ai sopravvissuti al naufragio della nave da crociera, Simpson conferisce a tutti e cinque la medaglia al valore. Inaspettatamente Simpson dà una medaglia pure a Bobby, in quanto è lui che ha addestrato la squadra, lo invita a fare pure un discorso davanti ai presenti, ma egli, colto alla sprovvista e visibilmente a disagio per la medaglia, oltre a non volerla indossare si limita a fare un discorso poco convincente.
Alla premiazione è presente anche Gerrard, effettivamente Chimney e Tommy non sono molto contenti di vederlo, non hanno un bel ricordo di lui ai tempi in cui Gerrard era a capo della 118. Anche il consigliere Olivia Ortiz è venuta alla premiazione, ma non per congratularsi con Hen, ma per provocarla, è in collera con lei accusandola di aver causato la morte del figlio non avendogli dato la giusta attenzione, e quando scopre che lei e Karen vogliono adottare Mara, dal modo in cui guarda la bambina, si intuisce che vuole usarla per far del male a Hen. Stranamente Maddie e Athena vedono Bobby discutere animatamente con Simpson, poi quando Athena torna a casa con il marito, Bobby le confessa che, parlando con Simpson, gli ha annunciato la sua intenzione di lasciare il lavoro, lui non si sente un eroe ed è per questo che impersonare quel ruolo crea in lui tanto disagio.
Eddie inizia a uscire con Kim, la quale ha capito che Eddie è incuriosito da lei, pur non comprendendone il motivo. Buck, dopo aver scoperto che Eddie esce con una donna identica a Shannon, pretende una spiegazione dall'amico, lui si limita a dirgli che non sono amanti, la somiglianza con Shannon è l'unico motivo per cui la vede. Eddie mostra a Kim le foto di Shannon, lei rimane sconcertata nel vedere quanto la defunta moglie di Eddie sia uguale a lei, ci rimane male dato che Eddie gli piaceva ma ora ha capito che lui non prova niente nei suoi confronti, e che la sta frequentando solo perché somiglia tantissimo a Shannon. Eddie le confessa che Shannon è stata il suo grande amore, ma lo aveva capito solo dopo che lei era morta, e mentre erano sposati non faceva altro che trascurarla.
Athena, avendo capito che è stato il confronto con Amir a spingere Bobby a dare le dimissioni, va da lui chiedendogli di parlare con il marito in modo da convincerlo a cambiare idea. Amir accetta, ma quando va a casa di Bobby, vedendo le foto di lui insieme ad amici e parenti, nonché i riconoscimenti avuti nella sua carriera come vigile del fuoco, si fa trasportare dalla rabbia, non accetta che Bobby abbia una vita di affetti e successi professionali, e quando Bobby arriva e vede Amir in casa sua, quest'ultimo va via intimando Bobby e Athena di lasciarlo in pace. Intanto i servizi sociali portano Mara via dalla casa di Hen e Karen, è stata Ortiz a usare la sua influenza per allontanare la bambina da loro annullando l'udienza per l'adozione.
Bobby si arrabbia con Athena trovando sgradevole che lei avesse provato a mettere Amir nella posizione di aiutarlo dopo tutto il male che Bobby gli ha causato. Athena ormai si è rassegnata, ha capito che il rimorso che Bobby prova per la morte della moglie e dei figli, per non parlare di tutte le altre persone che morirono in quell'incendio, rappresenta una parte di lui che per Athena è inaccessibile, ma ciò che la spaventa è l'idea che Bobby non voglia evadere dal proprio rimorso e che ciò gli impedirà di costruirsi un futuro, lei ormai ha paura di perderlo.
Kim si presenta a casa di Eddie e finge di essere Shannon ritenendo che ciò permetterebbe a Eddie di mettere a nudo il proprio dolore: Eddie si mette a piangere e parlando con Kim, rivolgendosi a lei come se fosse realmente Shannon, ammette che è in collera, sa di aver sbagliato ad abbandonarla ma era pronto a riconciliarsi con lei, voleva realmente fare un tentativo per salvare il loro matrimonio perché la amava per davvero, e invece Shannon gli chiese il divorzio, le sue premure erano solo per Christopher e non per il marito, e ormai Eddie si sta rassegnando all'idea che quella che lo attende è una vita destinata a essere infelice perché non riavrà più indietro Shannon. Kim e Eddie si abbracciano e proprio in quel momento arrivano Marisol e Christopher, quest'ultimo è confuso nel vedere il padre in compagnia di una donna uguale a Shannon.
In piena notte, mentre Bobby dorme sul divano, sogna di vedere Timothy in cucina, poi scopre di avere al collo la medaglia al valore, fatica a respirare, si scusa con suo padre per non averlo salvato, ma Timothy gli spiega che in realtà era lui che avrebbe dovuto salvare il figlio e non il contrario, poi lo avverte del pericolo e infatti Bobby si sveglia, c'è un incendio in casa sua, Athena ha perso i sensi avendo inalato troppo fumo, Bobby porta in salvo la moglie uscendo con lei dalla casa in fiamme, e le fa la respirazione bocca a bocca, infine Bobby crolla per terra.

## Tutti giù per terra
- Titolo originale: All Fall Down
- Diretto da: John J. Gray
- Scritto da: Ryan Murphy, Brad Falchuk e Tim Minear

### Trama
Bobby, in seguito all'arresto cardiaco, viene ricoverato in ospedale, attualmente è in coma, Athena dà per scontato che sia tutta opera di Amir, e per ora preferisce non dire niente ai propri colleghi, infatti è accecata dalla rabbia e desidera farsi giustizia da sola. Christopher si è chiuso nella propria camera da letto, non vuole rivolgere la parola a Eddie avendo trovato inappropriato e ambiguo il fatto che lui abbia frequentato una donna identica a Shannon. Hen va a trovare Mara alla casa-famiglia ma la vede triste e distante, lì non si trova bene.
Amir si prepara a lasciare Los Angeles, infatti per motivi di lavoro ha deciso di trasferirsi a Bakersfield, Athena va a casa sua e gli punta contro una pistola accusandolo dell'incendio, tuttavia Amir si rivela estraneo all'accaduto. Ad un tratto arrivano degli uomini dall'aria poco raccomandabile, sono lì per Amir il quale si lascia catturare senza opporre resistenza, lo portano in un magazzino e ad attenderlo c'è Herman.
L'incendio che ha quasi ucciso Bobby è stato causato da Herman, lui ha fatto un accordo con il governo, lavorerà come collaboratore di giustizia e darà informazioni contro il cartello, e in cambio gli toglieranno tutte le imputazioni a suo carico. Herman comunque vuole vendicare la morte del nipote, è per questo che ha tentato di uccidere Bobby dando fuoco a casa sua, e ora vuole uccidere Amir. Athena, che li aveva seguiti, dà fuoco al magazzino e prende in ostaggio uno degli uomini di Herman, infine scappano via, ma vengono accerchiati dalla polizia che li arresta tutti.
Bobby si risveglia dal coma, ora è fuori pericolo. Una volta dimesso dall'ospedale Bobby va a vedere le macerie della propria casa, viene raggiunto da Amir che finalmente mette da parte tutta la rabbia che provava per lui, ha capito che, indipendentemente dal fatto che Bobby meriti o meno la famiglia e la vita felice che ha adesso, indubbiamente è riuscito a guadagnarsele, infine i due si stringono la mano.
Eddie riceve l'inaspettata visita dei propri genitori, è stato Christopher a chiamarli, vuole che lo portino a vivere in Texas con loro, adesso non se la sente di stare con suo padre. Eddie è totalmente in disaccordo, ma i suoi genitori gli fanno capire che essere possessivo con Christopher adesso è fuori luogo perché lui non è più un bambino, ormai ha 13 anni e trasferirsi in Texas dai nonni è una scelta che ha preso in tutta coscienza. Eddie abbraccia suo figlio assicurandogli che gli vuole bene e che può tornare a vivere con lui in ogni momento, tuttavia Christopher non riesce a ricambiare il suo saluto con altrettanto affetto e dunque lascia la casa.
Hen, Karen e Danny vanno a pranzare a casa di Chimney e Maddie, notano però che la tavola è apparecchiata per un posto in più: infatti Mara pranzerà con loro, Chimney e Maddie hanno convinto i servizi sociali ad affidarla a loro, saranno la sua famiglia affidataria, almeno finché Hen e Karen non riusciranno ad adottarla.
Bobby ritorna a lavorare alla caserma 118 ma il bel momento viene rovinato da Gerrard perché, tenendo in considerazione che Bobby aveva dato le dimissioni non verrà reintegrato con il grado di capitano, e dunque ora sarà Gerrard a dirigere la caserma 118.